# The Jesus and Mary Chain
The Jesus And Mary Chain er et skotsk alternativt rockband dannet i 1984 af brødrene Jim og William Reid. Med på bas havde de i starten Douglas Hart og på trommer Bobby Gillespie, der senere fik succes med sit eget band Primal Scream.
The Jesus And Mary Chain fik deres første live-jobs ved at møde op på spillesteder og påstå, at de var opvarmningsbandet (hvilket var løgn).
Da The Jesus And Mary Chain spillede i Saltlageret i København i 1985 bestod koncerten ikke af meget andet end rabiat støj og Jim Reid, der råbte ting som 'jesus fucks' og 'fuck Jesus'. Det var normal procedure ved gruppens koncerter.
The Jesus And Mary Chains første single var 'Upside Down'. Den blev udsendt sidst i 1984 på Alan McGees senere så kendte Creation Records.
Gruppen nåede at udsende seks studiealbums mellem 1985 og 1998. Alle er aldeles glimrende, omend kritikere af The Jesus And Mary Chain mener, at de lyder ens.
Det i forvejen spændte forhold mellem Jim og William Reid kulminerede i 1998 med et skænderi på scenen i Los Angeles. Året efter meddelte gruppen, at de var opløst.
William Reid har siden da udgivet soloplader under navnene William og Lazycame. Jim Reid fortsatte i gruppen Freeheat.
Jim og Williams søster Linda laver musik under navnet Sister Vanilla. Hendes vokal kan høres på nummeret 'Mo Tucker' fra det sidste The Jesus And Mary Chain-album 'Munki', og i 2005 udgav hun albummet 'Little Pop Rock'.

## Diskografi

### Albums
- 1985: Psycho Candy
- 1987: Darkland
- 1988: Barbed Wire Kisses
- 1989: Automatic
- 1992: Honey's Dead
- 1993: The Sound of Speed
- 1994: Stoned & Dethroned
- 1995: Hate Rock'n Roll (opsamlingsalbum)
- 1998: Munki
- 2002: 21 Singles 1984-98
- 2017: Damage and Joy
- 2024: Glasgow Eyes